# Långtjärnen (Tännäs socken, Härjedalen)
Långtjärnen är en sjö i Härjedalens kommun i Härjedalen och ingår i Ljusnans huvudavrinningsområde. Sjön har en area på 0,154 kvadratkilometer och ligger 754,3 meter över havet.

## Delavrinningsområde
Långtjärnen ingår i det delavrinningsområde (692350-133720) som SMHI kallar för Mynnar i Lossen. Medelhöjden är 718 meter över havet och ytan är 12,69 kvadratkilometer. Räknas de 47 avrinningsområdena uppströms in blir den ackumulerade arean 233,71 kvadratkilometer. Mysklan (Övre Mysklan) som avvattnar avrinningsområdet har biflödesordning 2, vilket innebär att vattnet flödar genom totalt 2 vattendrag innan det når havet efter 377 kilometer. Avrinningsområdet består mestadels av skog (73 procent) och sankmarker (25 procent). Avrinningsområdet har 0,33 kvadratkilometer vattenytor vilket ger det en sjöprocent på 2,6 procent.